# Дегтярное мыло

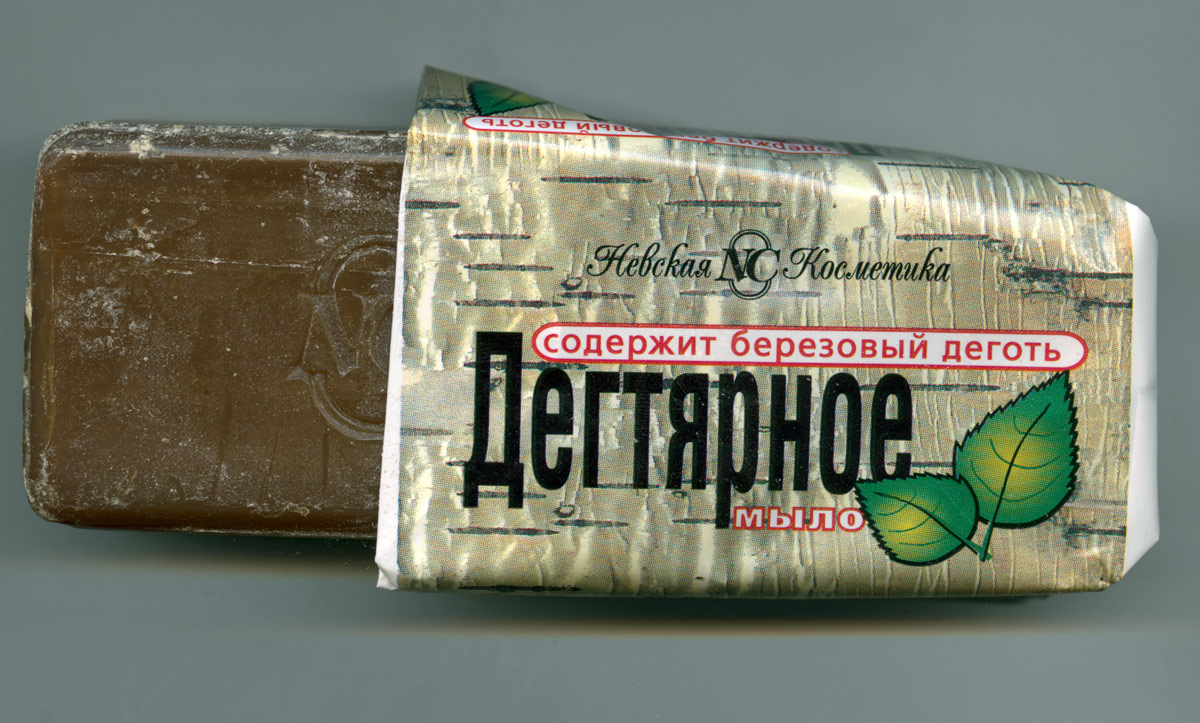
Дегтярное мыло

Дегтярное мыло — медицинское мыло с добавлением дёгтя. В СССР мыло содержало 5 % берёзового дёгтя, жировой состав соответствует туалетному мылу III группы. В США использовался в основном дёготь из сосны (10 %).
В сочетании с мылом дёготь может усилить приток крови к тканям кожи.
Хотя в дёгте присутствуют ароматические компоненты (фенолы, фенил оксиды, терпены, органические кислоты), их концентрация низка, и основной добавкой является собственно недорогой дёготь.